# Jean Louis Théodore Mennesson-Tonnelier
Jean Louis Isidore Mennesson-Tonnelier, né le 13 juin 1789 à Neufchâtel-sur-Aisne, mort le 15 mai 1875 à Reims, 5 rue du Marc, est une personnalité politique française.

## Biographie
Mennesson-Tonnelier était président honoraire de la Société du Salon, président de l’Association amicale des anciens élèves du lycée de Reims, membre honoraire de l’Association fraternelle des ouvriers de la fabrique de Reims, il fit partie de l’Administration provisoire de la ville de Reims en 1848, fut conseiller général. Se retirât de la vie politique avec l'arrivée de Napoléon III pour y revenir en 1865 sur les listes municipales et en 1869 aida à la victoire du parti libéral. Il est conseiller municipal pendant la Guerre franco-allemande de 1870
Il est le fils de Jean Louis Mennesson et Suzanne Beuzard et a épousé Apolline Aglaé Tonnelier (1804-1893), il repose à Ville-Dommange. Une rue de Reims est à son nom rue Mennesson-Tonnelier.